# Stefan Burban
Stefan Burban (* 22. August 1975 in Schwäbisch Gmünd) ist ein deutscher Science-Fiction-Autor.

## Leben
Nach einer Ausbildung zum Industriekaufmann arbeitete Stefan Burban längere Zeit in Stuttgart als kaufmännischer Sachbearbeiter. Seit 2008 veröffentlichte er mehrere Romane aus dem Genre Military-Science-Fiction.

## Romane

### Prequel zum Ruul-Konflikt
- Tödliches Kreuzfeuer, Langlhofer, 2008, ISBN 978-3-938487-30-3.
- Tödliches Kreuzfeuer, Atlantis Verlag, 2014, ISBN 978-3-86402-167-1 (überarbeitete Neuausgabe).
- Invasion auf Ursus, Atlantis Verlag, 2017, ISBN 978-3-86402-464-1.

### Ruul-Konflikt
- Düstere Vorzeichen, Atlantis Verlag, 2010, ISBN 978-3-941258-23-5.
- Nahende Finsternis, Atlantis Verlag, 2011, ISBN 978-3-941258-57-0.
- In dunkelster Stunde, Atlantis Verlag, 2012, ISBN 978-3-86402-006-3.
- Verschwörung auf Serena, Atlantis Verlag, 2013, ISBN 978-3-86402-041-4.
- Bedrohlicher Pakt, Atlantis Verlag, 2013, ISBN 978-3-86402-042-1.
- Im Angesicht der Niederlage, Atlantis Verlag, 2013, ISBN 978-3-86402-107-7.
- Brüder im Geiste, Atlantis Verlag, 2014, ISBN 978-3-86402-164-0.
- Zwischen Ehre und Pflicht, Atlantis Verlag, 2015, ISBN 978-3-86402-166-4.
- Sturm auf Serena, Atlantis Verlag, 2015, ISBN 978-3-86402-240-1.
- Die Spitze des Speers, Atlantis Verlag, 2016, ISBN 978-3-86402-289-0.
- Gefährliches Wagnis, Atlantis Verlag, 2017, ISBN 978-3-86402-488-7.
- Blutige Vendetta, Atlantis Verlag, 2017, ISBN 978-3-86402-536-5.
- Die letzte Offensive, Atlantis Verlag, 2018, ISBN 978-3-86402-576-1.
- Verbrannte Erde, Atlantis Verlag, 2018, ISBN 978-3-86402-619-5.
- Operation Himmelswolf, Atlantis Verlag, 2020, ISBN 978-3-86402-737-6.

### Das gefallene Imperium
- Die letzte Bastion, Atlantis Verlag, 2013, ISBN 978-3-86402-108-4.
- Die Schlacht um Vector Prime, Atlantis Verlag, 2015, ISBN 978-3-86402-234-0.
- Teuflisches Vermächtnis, Atlantis Verlag, 2016, ISBN 978-3-86402-313-2.
- Schattenlegion, Atlantis Verlag, 2018, ISBN 978-3-86402-555-6.
- Die Ehre der Legion, Atlantis Verlag, 2019, ISBN 978-3-86402-656-0.
- Trügerischer Frieden, Atlantis Verlag, 2019, ISBN 978-3-86402-657-7.
- Feindkontakt, Atlantis Verlag, 2020, ISBN 978-3-86402-718-5.
- Auf Leben und Tod, Atlantis Verlag, 2020, ISBN 978-3-86402-745-1.
- Die Schlacht im roten Nebel, Atlantis Verlag, 2021, ISBN 978-3-86402-778-9.
- Um jeden Preis, Atlantis Verlag, 2021, ISBN 978-3-86402-799-4.

### Söldner
- Söldnerehre, Atlantis Verlag, 2013, ISBN 978-3-86402-065-0.
- Söldnertreue, Atlantis Verlag, 2015, ISBN 978-3-86402-165-7.
- Söldnerzwielicht, Atlantis Verlag, 2019, ISBN 978-3-86402-634-8.

### Die Chronik des Großen Dämonenkrieges
- Das Vermächtnis des Königs, Atlantis Verlag, 2015, ISBN 978-3-86402-201-2.
- Das Blut des Königs, Atlantis Verlag, 2015, ISBN 978-3-86402-292-0.
- Die Ritter des Königs, Atlantis Verlag, 2017, ISBN 978-3-86402-524-2.
- Das Schicksal des Königs, Atlantis Verlag, 2018, ISBN 978-3-86402-589-1.

### Templer im Schatten
- Im Zeichen der Templer, Atlantis Verlag, 2016, ISBN 978-3-86402-412-2.
- Blutregen, Atlantis Verlag, 2021, ISBN 978-3-86402-747-5.
- Tanz in den Schatten, Atlantis Verlag, 2022, ISBN 978-3-86402-814-4.

### Die Chronik der Falkenlegion
- Aus der Asche, Atlantis Verlag, 2020, ISBN 978-3-86402-696-6.
- Das Licht schwindet, Atlantis Verlag, 2022, ISBN 978-3-86402-841-0.

### BattleTech
- Sturm auf Arc-Royal, Ulisses Spiele,  2014, ISBN 978-3-86889-378-6.
- Blutige Jagd, Ulisses Spiele,  2016, ISBN 978-3-95752-298-6.

### SKULL
- Zu neuer Würde, Atlantis Verlag, 2018, ISBN 978-3-86402-584-6.
- Im Fadenkreuz, Atlantis Verlag, 2018, ISBN 978-3-86402-655-3.
- Die Würfel fallen, Atlantis Verlag, 2020, ISBN 978-3-86402-721-5.
- Aus den Schatten, Atlantis Verlag, 2021, ISBN 978-3-86402-768-0.
- Mit Feuer und Schwert, Atlantis Verlag, 2022, ISBN 978-3-86402-829-8.

### Blutläufer
- Grausame Ernte, Atlantis Verlag, 2019, ISBN 978-3-86402-681-2.
- Aufstand der Sklaven, Atlantis Verlag, 2021, ISBN 978-3-86402-767-3
- Exodus, Atlantis Verlag, 2022, ISBN 978-3-86402-858-8

## Kurzgeschichten (Auswahl)
- 2012: Schwarze Stürme, in: 2012. T minus Null – Eine Sammlung von Weltuntergängen, herausgegeben von Uwe Post, Begedia-Verlag, Mülheim an der Ruhr. ISBN 978-3-943795-17-2